# Quartz (группа)
Quartz — британская рок-группа, играющая в стиле хэви метал. Принадлежит к так называемой новой волне британского хеви-метала.

## История
До 1974 года группа была известна под названием «Bandy Legs». В 1976 году группой был подписан контракт со звукозаписывающей компанией «Jet Records» и в этом же году коллектив открывал концерты «Black Sabbath» и AC/DC. Группа изменила своё название на «Quartz» в 1977 году с выходом одноименного дебютного альбома. Продюсером альбома выступал Тони Айомми. Группа гастролировала вместе с «Black Sabbath» для поддержки этого альбома. Гитарист «Queen» Брайан Мэй играл на гитаре в композиции «Circles», бэк-вокал на которой исполнял Оззи Осборн. Композиция не вышла на альбоме и присутствует на второй стороне сингла «Stoking the Fires of Hell».
Группа активно гастролировала, 3 раза играла на Фестивалях Рединг и Лидс (1976, 1977 и 1980) и оказывала поддержку таким хард-роковым группам как «Iron Maiden», «Saxon», «UFO» и «Rush».
Второй студийный альбом «Stand Up and Fight» был выпущен в 1980 году и третий — «Against All Odds» — в 1983. В 1979 году Джефф Николс покидает группу и присоединяется к «Black Sabbath».
В 2004 году дум-метал-группа «Orodruin» исполнила кавер-версию композиции «Stand Up and Fight» на альбоме «Claw Tower».

## Участники
- Майк Тэйлор — вокал (1977—1982)
- Джефф Бэйт — вокал (1983)[2]
- Майк Хопкинс — гитара
- Джефф Николс — клавишные, гитара[3]
- Дерек Арнольд — бас-гитара
- Малькольм Коуп — ударные

## Дискография

### Студийные альбомы
- 1977 — «Quartz», перевыпущен в 1980 году под названием «Deleted»
- 1980 — «Stand Up and Fight»
- 1983 — «Against All Odds»
- 2015 — «Too Hot To Handle» (Skol Records)

### Синглы
- 1977 — «Street Fighting Lady» (Jet Records)
- 1980 — «Stoking Up the Fires of Hell» (MCA Records)
- 1980 — «Satan's Serenade» (Logo Records)
- 1980 — «Nantucket Sleighride» (Reddingtons Rare Records)
- 1981 — «Stand Up and Fight» (MCA Records)
- 1983 — «Tell Me Why» (Heavy Metal Records)

### Концертные альбомы/сборники
- 1980 — «Live»
- 1996 — «Resurrection»
- 2004 — «Satan's Serenade»
- 2013 — «Live And Revisited» (Private Release)